# Montaren e Sent Medier
Montaren e Sent Medier (en francès Montaren-et-Saint-Médiers) és un municipi francès situat al departament del Gard i a la regió d'Occitània.